# Palermo Football Club 1933-1934
Questa voce raccoglie le informazioni riguardanti il Palermo Football Club nelle competizioni ufficiali della stagione 1933-1934.

## Stagione
La seconda stagione consecutiva in Serie A, che verrà conclusa al 12º posto, dà alla squadra rosanero nuove soddisfazioni, come la vittoria contro il Milan e il pareggio sul campo della Juve del Quinquennio campione d'Italia in carica, che confermerà poi il titolo; l'«impresa» venne celebrata in prima pagina dal Calcio Illustrato.

Il pareggio strappato dai rosanero in casa della Juventus, celebrato dal Calcio Illustrato.

Ad inizio stagione (1933) la società perde il suo presidente Francesco Paolo Barresi per il morso di una vipera durante un viaggio di lavoro in Africa, il quale avrebbe dovuto incontrare il Generale Graziani. Il nuovo presidente è il commendatore Giovanni Lo Casto Valenti.

## Rosa
| N. |                       | Ruolo | Calciatore          |
| -- | --------------------- | ----- | ------------------- |
|    | Italia (bandiera)     | P     | Archimede Valeriani |
|    | Italia (bandiera)     | P     | Giovanni Panetta    |
|    | Italia (bandiera)     | P     | Gino Archesso       |
|    | Uruguay (bandiera)    | D     | Maximiliano Faotto  |
|    | Italia (bandiera)     | D     | Luigi Ziroli        |
|    | Italia (bandiera)     | D     | Mirko Gruden        |
|    | Italia (bandiera)     | D     | Gennaro Santillo    |
|    | Italia (bandiera)     | D     | Alessandro Gambino  |
|    | Italia (bandiera)     | D     | Aimone Lo Prete     |
|    | Uruguay (bandiera)    | D     | Héctor Scarone      |
|    | Italia (bandiera)     | D     | Plinio Paolini      |
|    | Italia (bandiera)     | C     | Bruno Castellani    |
|    | Italia (bandiera)     | C     | Antonio Bonesini    |
|    | Jugoslavia (bandiera) | C     | Antonio Blasevich   |

| N. |                      | Ruolo | Calciatore                 |
| -- | -------------------- | ----- | -------------------------- |
|    | Italia (bandiera)    | C     | Francesco Paolo De Rosalia |
|    | Italia (bandiera)    | C     | Giuseppe Moncada           |
|    | Italia (bandiera)    | C     | Luigi Ingrassia            |
|    | Italia (bandiera)    | C     | Quinto Miotti              |
|    | Italia (bandiera)    | C     | Pietro Bazan               |
|    | Italia (bandiera)    | C     | Guglielmino Casaro         |
|    | Italia (bandiera)    | A     | Aldo Giuseppe Borel        |
|    | Italia (bandiera)    | A     | Giovanni Chiecchi          |
|    | Argentina (bandiera) | A     | Américo Ruffino            |
|    | Italia (bandiera)    | A     | Giuseppe Tinaglia          |
|    | Italia (bandiera)    | A     | Luigi Castelli             |
|    | Italia (bandiera)    | A     | Luigi Leone                |
|    | Italia (bandiera)    | A     | Ferdinando Lopez           |

## Risultati

### Serie A

#### Girone di andata
| Roma 10 settembre 1933 1ª giornata | Lazio | 1 – 0 referto | Palermo |  |

| Palermo 17 settembre 1933 2ª giornata | Palermo | 2 – 1 referto | Bologna |  |

| Palermo 24 settembre 1933 3ª giornata | Palermo | 3 – 2 referto | Livorno |  |

| Firenze 1 ottobre 1933 4ª giornata | Fiorentina | 4 – 1 referto | Palermo |  |

| Brescia 8 ottobre 1933 5ª giornata | Brescia | 1 – 1 referto | Palermo |  |

| Palermo 15 ottobre 1933 6ª giornata | Palermo | 0 – 1 referto | Juventus |  |

| Palermo 29 ottobre 1933 7ª giornata | Palermo | 2 – 1 referto | Alessandria |  |

| Trieste 1 novembre 1933 8ª giornata | Triestina | 1 – 0 referto | Palermo |  |

| Napoli 5 novembre 1933 9ª giornata | Napoli | 3 – 0 referto | Palermo |  |

| Palermo 12 novembre 1933 10ª giornata | Palermo | 3 – 0 referto | Casale |  |

| Palermo 19 novembre 1933 11ª giornata | Palermo | 2 – 1 referto | Pro Vercelli |  |

| Padova 26 novembre 1933 12ª giornata | Padova | 3 – 1 referto | Palermo |  |

| Torino 10 dicembre 1933 13ª giornata | Torino | 2 – 1 referto | Palermo |  |

| Palermo 17 dicembre 1933 14ª giornata | Palermo | 2 – 1 referto | Milan |  |

| Genova 24 dicembre 1933 15ª giornata | Genova 1893 | 1 – 1 referto | Palermo |  |

| Palermo 31 dicembre 1933 16ª giornata | Palermo | 0 – 0 referto | Roma |  |

| Palermo 7 gennaio 1934 17ª giornata | Palermo | 1 – 1 referto | Ambrosiana-Inter |  |

#### Girone di ritorno
| Palermo 14 gennaio 1934 18ª giornata | Palermo | 1 – 0 referto | Lazio |  |

| Bologna 21 gennaio 1934 19ª giornata | Bologna | 4 – 1 referto | Palermo |  |

| Livorno 28 gennaio 1934 20ª giornata | Livorno | 3 – 2 referto | Palermo |  |

| Palermo 4 febbraio 1934 21ª giornata | Palermo | 0 – 0 referto | Fiorentina |  |

| Palermo 18 febbraio 1934 22ª giornata | Palermo | 2 – 2 referto | Brescia |  |

| Torino 25 febbraio 1934 23ª giornata | Juventus | 1 – 1 referto | Palermo |  |

| Alessandria 4 marzo 1934 24ª giornata | Alessandria | 2 – 1 referto | Palermo |  |

| Palermo 11 marzo 1934 25ª giornata | Palermo | 2 – 1 referto | Triestina |  |

| Palermo 18 marzo 1934 26ª giornata | Palermo | 1 – 2 referto | Napoli |  |

| Casale Monferrato 1 aprile 1934 27ª giornata | Casale | 2 – 2 referto | Palermo |  |

| Vercelli 8 aprile 1934 28ª giornata | Pro Vercelli | 3 – 0 referto | Palermo |  |

| Palermo 15 aprile 1934 29ª giornata | Palermo | 2 – 1 referto | Padova |  |

| Palermo 22 aprile 1934 30ª giornata | Palermo | 0 – 0 referto | Torino |  |

| Milano 29 marzo 1934 31ª giornata | Milan | 1 – 0 referto | Palermo |  |

| Palermo 29 aprile 1934 32ª giornata | Palermo | 2 – 0 referto | Genova 1893 |  |

| Roma 25 marzo 1934 33ª giornata | Roma | 2 – 1 referto | Palermo |  |

| Milano 26 aprile 1934 34ª giornata | Ambrosiana-Inter | 3 – 1 referto | Palermo |  |

## Statistiche

### Statistiche di squadra
| Competizione | Punti | In casa | In casa | In casa | In casa | In casa | In casa | In trasferta | In trasferta | In trasferta | In trasferta | In trasferta | In trasferta | Totale | Totale | Totale | Totale | Totale | Totale | DR  |
| Competizione | Punti | G       | V       | N       | P       | Gf      | Gs      | G            | V            | N            | P            | Gf           | Gs           | G      | V      | N      | P      | Gf     | Gs     | DR  |
| ------------ | ----- | ------- | ------- | ------- | ------- | ------- | ------- | ------------ | ------------ | ------------ | ------------ | ------------ | ------------ | ------ | ------ | ------ | ------ | ------ | ------ | --- |
| Serie A      | 29    | 17      | 10      | 5       | 2       | 25      | 14      | 17           | 0            | 4            | 13           | 14           | 37           | 34     | 10     | 9      | 15     | 39     | 51     | -12 |

### Statistiche dei giocatori
| Giocatore     | Serie A  | Serie A |
| Giocatore     | Presenze | Reti    |
| ------------- | -------- | ------- |
| A. Blasevich  | 32       | 2       |
| A. Bonesini   | 29       | 5       |
| A. Borel      | 30       | 12      |
| B. Castellani | 21       | 0       |
| L. Castelli   | 1        | 0       |
| G. Chiecchi   | 27       | 4       |
| M. Faotto     | 28       | 1       |
| A. Gambino    | 1        | 0       |
| M. Gruden     | 29       | 1       |
| F. Lopez      | 2        | 0       |
| A. Lo Prete   | 18       | 0       |
| Q. Miotti     | 4        | 0       |
| G. Panetta    | 2        | -4      |
| A. Ruffino    | 27       | 3       |
| G. Santillo   | 34       | 0       |
| H. Scarone    | 27       | 9       |
| A. Valeriani  | 32       | -47     |
| L. Ziroli     | 29       | 1       |